# Jelendol, Tržič
Jelendol este o localitate din comuna Tržič, Slovenia, cu o populație de 170 de locuitori.